# Karl Löwith
Karl Löwith (ou Loewith) est un philosophe allemand, ayant émigré en Italie en 1934 puis aux États-Unis en 1941, avant de réintégrer son pays, en 1952.
Spécialiste de Friedrich Nietzsche et considéré comme un théoricien éminent en philosophie de l'histoire, il est principalement connu pour son livre Histoire et salut,  paru en 1949 en langue anglaise puis quatre ans plus tard en langue allemande; la traduction française ne paraissant qu'en 2002.
Par cet ouvrage, il est « l’un des auteurs ayant le plus contribué à promouvoir le thème de la sécularisation comme grille de lecture de la modernité. »

## Biographie
Karl Löwith est le fils du peintre Wilhelm Löwith (1861-1932), professeur à l'Académie des beaux-arts de Vienne et de Munich.
Après son baccalauréat (Abitur), il s'engage comme volontaire, pendant la Première Guerre mondiale et combat à la frontière italienne, où il est grièvement blessé par une patrouille. Il est fait prisonnier et reste jusqu'en 1917 dans un hôpital italien, puis dans un camp de prisonniers près de Gênes, en Italie. Libéré, il reprend à la fin de 1917 des études de philosophie et de biologie. Voulant quitter Munich à la suite des incidents accompagnant la proclamation de la République des conseils de Bavière, il va à Fribourg continuer les mêmes études jusqu'en 1922, sous la direction de Husserl, Heidegger et du zoologiste Hans Spemann (1869-1941). De retour à Munich, il est diplômé avec un travail sur Nietzsche fait sous la direction de Moritz Geiger (1880-1937) : Auslegung von Nietzsches Selbst-Interpretation und von Nietzsches Interpretationen.
Après une période brève où il est précepteur dans le Mecklembourg, Löwith rejoint Heidegger à Marbourg en 1924 et se lie d'amitié entre autres avec Leo Strauss (1899-1973), Gerhard Krüger (1902-1972) et Hans-Georg Gadamer (1900-2002). En 1928, il reçoit son habilitation (nécessaire pour enseigner à l'Université) sous la direction de Heidegger avec un travail en phénoménologie intitulé Phänomenologische Grundlegung der ethischen Probleme, publié sous le titre Das Individuum in der Rolle des Mitmenschen. Ein Beitrag zur anthropologischen Grundlegung der ethischen Probleme. Dans les années qui suivent, Löwith va être Privatdozent (Professeur non titulaire) et donne des cours sur Hegel, Marx, Feuerbach et Nietzsche ; il enseigne aussi sur la philosophie de l'existence (Kierkegaard et l'anthropologie).  
Sous le Troisième Reich, du fait de ses origines partiellement juives, mises au jour par les autorités nationales-socialistes, il perd son autorisation d'enseigner en 1935. Il émigre à Rome en 1934 avec une bourse d'études Rockefeller. C'est à Rome qu'il achève sa monographie sur Nietzsches Philosophie der ewigen Wiederkehr des Gleichen (1935) (La Philosophie de Nietzsche de l'éternel retour du même) et son Jacob Burckhardt (1936). En 1936, il obtient un poste de professeur à l'Université Impériale du Tōhoku de Sendai (Japon). 
En 1941, Löwith réussit à rejoindre les États-Unis. Grâce à l'entremise de Paul Tillich et de Reinhold Niebuhr, il trouve un poste au Séminaire de théologie de Hartford (Connecticut), puis il est appelé en 1949 à la New School for Social Research à New York. Dans les années 1940 paraissent ses deux travaux en histoire de la philosophie, qui vont lui donner un statut international et qui vont devenir des classiques des études philosophiques présentes : Von Hegel zu Nietzsche (1941) et son ouvrage majeur Meaning in History (1949), (paru en allemand en 1953 : Weltgeschichte und Heilsgeschehen). 
En 1952, Löwith retourne en Allemagne où il est appelé à Heidelberg. Il y enseignera jusqu’à ce qu'il devienne professeur émérite en 1964. C'est dans cette période que paraissent son Heidegger - Denker in dürftiger Zeit (1953) (Heidegger - Penseur dans un temps misérable), analyse critique de son ancien maître, sa Kritik der geschichtlichen Existenz (1960) et sa Kritik der christlichen Überlieferung (1966). En 1967 paraît Gott, Mensch und Welt in der Metaphysik von Descartes bis zu Nietzsche, une histoire critique de la métaphysique des temps modernes. 
Son dernier livre, paru en 1971 (deux ans avant sa mort) est consacré à Paul Valéry. 
Ses Œuvres Complètes (Sämtliche Schriften) posthumes, en 9 volumes, paraissent dans la période 1981-1988. Elles composent une œuvre de quelque trois cents titres.

## Sa pensée
Ses étudiants de Heidelberg voyaient en Löwith une sorte de « sagesse du monde stoïcienne » ; Hans Georg Gadamer l'a caractérisé comme un homme d'une profonde mélancolie, qui avait tiré de Nietzsche et de l'amor fati son appréhension du monde. [réf. nécessaire]
Löwith compte parmi les grandes figures de la philosophie allemande dans les temps marqués par la guerre. Sa pensée se tient dans la grande tradition sceptique et s'oriente dans un sens qui conduit vers la liberté de l'esprit. 
Sa réflexion se situe entre la philosophie existentielle et les études du XIXe siècle. Il a du moins cherché à thématiser la pensée hors des voies traditionnelles afin de cerner en quoi la philosophie de Hegel et celle de Marx nourrissaient la philosophie existentielle et conduisaient l'humanisme européen vers le nihilisme. Selon lui, l'histoire ne possède aucune logique immanente, aucun sens ultime sur quoi on puisse s'appuyer (« vouloir s'orienter dans l'histoire en fonction de cela, c'est comme si l'on voulait s'accrocher aux vagues lors d'un naufrage »).[réf. nécessaire]
Löwith oppose à la tradition chrétienne de la philosophie de l'histoire une « philosophie humaine de l'homme de retour à sa nature » influencée par l'anthropologie sensualiste de Feuerbach. Il cherche à atteindre celle-là en s'appuyant sur la pensée nietzschéenne du monde dans la restitution de la cosmo-théologie grecque antique et de son « concept naturel du monde » : dans la nature immuable, « se suffisant à elle-même », le « monde un de tous les étants ». Grâce à son mouvement circulaire éternel, elle vérifie à nouveau la continuité de l'histoire. En outre, elle permet de retrouver la « conformité au monde de l'existence humaine ». Par sa reconnaissance comme « univers dépourvu de fin et sans Dieu », à partir duquel « l'homme aussi » n'est « qu'une modification sans fin ». En lui, le « hasard englobant », celui-ci [l'homme] est aboli en tant que hasard sans fin.[réf. nécessaire]

## Histoire et salut
Histoire et salut est publié en 1949, quatre ans seulement après la défaite de l'Allemagne nazie et alors que les occidentaux prenaient peu à peu conscience les tueries perpétrées par Staline en URSS. Löwith fait partie des intellectuels cherchant à comprendre les raisons qui avaient pu conduire à ces cataclysmes. Dans cet ouvrage, il développe une thèse selon laquelle les discours vantant "le progrès" et "la modernité" relèvent d'une idéologie qui ne dit pas son nom : ils constituent en l'occurrence la transposition sécularisée d'une conception de l'histoire élaborée par le christianisme. En termes plus abrupts, « la philosophie de l'histoire est non seulement une transposition de la doctrine chrétienne du salut (eschatologie) » mais une transposition déguisée car, pour des raisons qu'il reste à élucider, personne ou presque — y compris dans les milieux intellectuels — n'est disposé à en convenir. 
Selon Thomas Lepeltier, « dans cette thèse, devenue classique depuis lors et étayée ici par une succession d'études sur saint Augustin, Orose, Joachim de Flore, Bossuet, Vico, Voltaire, Hegel et Marx, Karl Löwith s'interroge sur la conscience historique propre à notre temps. Notamment, il remarque que si le salut n'est plus à l'horizon de l'histoire et si un certain scepticisme bouscule les grandes visions eschatologiques, il n'en reste pas moins que nous sommes encore tributaires de cette philosophie de l'histoire comme en témoigne notre souci de l'avenir - le fait que nous nous demandons inlassablement « où allons-nous ? ». Ce souci viendrait en effet directement de l'eschatologie chrétienne et serait, pour cette raison, étranger aux Grecs qui se demandaient uniquement, face à tout événement important, « comment cela est-il arrivé ? ». Ainsi notre époque serait partagée entre l'attente d'un accomplissement de l'histoire, le rejet de la notion de salut, la croyance en un progrès linéaire sans fin et des doutes quant à l'idée d'une direction de l'histoire. »
En 1966, Hans Blumenberg critique fermement les positions de Lôwith, en particulier ce qu'il appelle « le théorème de la sécularisation » (la philosophie de l’histoire n’est rien d’autre que la théologie de l’histoire sécularisée) ,.

### Principales œuvres en langue originale
- Das Individuum in der Rolle des Mitmenschen, Munich, Drei Masken, 1928.
- Nietzsches Philosophie der ewigen Wiederkehr des Gleichen, Berlin, Die Runde, 1935.
- Jacob Burckhardt. Der Mensch inmitten der Geschichte, Lucerne, Vita-Nova-Verlag, 1936.
- Von Hegel zu Nietzsche, Zurich, Europa-Verlag, 1941.
- Meaning in History, Chicago, Chicago University Press, 1949.
- Heidegger, Denker in dürftiger Zeit, Francfort sur le Main, Fischer, 1953.
- Wissen, Glaube und Skepsis, Göttingen, Vandenhoeck & Ruprecht, 1956.
- Gesammelte Abhandlungen. Zur Kritik der geschichtlichen Existenz, Stuttgart, Kohlhammer, 1960.
- Zur Kritik der christlichen Überlieferung. Vorträge und Abhandlungen, Stuttgart, Kohlhammer, 1966.
- Gott, Mensch und Welt in der Metaphysik von Descartes bis zu Nietzsche, Göttingen, Vandenhoeck & Ruprecht, 1967.
- Paul Valéry. Grundzüge seines philosophischen Denkens, Göttingen, Vandenhoeck & Ruprecht, 1971.

La totalité des livres et écrits de Karl Löwith ont été réédités dans une édition complète, parue en allemand entre 1981 et 1988 :
- Sämtliche Schriften (9 volumes), Stuttgart, Metzler Verlag, 1981-1988.

### Œuvres traduites en français
- « Les implications politiques de la philosophie de l’existence chez Heidegger », trad. Joseph Rovan, Les Temps modernes, 14, 1946, p. 343-360.
- De Hegel à Nietzsche, trad. Rémi Laureillard, Paris, Gallimard, 1969.
- Ma vie en Allemagne avant et après 1933, trad. Monique Lebedel, Paris, Hachette, 1988.
- Nietzsche : philosophie de l'éternel retour du même, trad. Anne-Sophie Astrup, Paris, Calmann-Lévy, 1994.
- Histoire et Salut. Les présupposés théologiques de la philosophie de l'histoire, trad. Marie-Christine Chaillol-Gilet, Sylvie Hurstel, Jean-François Kervégan, Paris, Gallimard, 2002.
- Max Weber et Karl Marx, trad. Marianne Dautrey, Paris, Payot, 2009. Recension.
- « Remarques sur la différence entre Orient et Occident », trad. Bruno Godefroy, Le Philosophoire, 1, 2014, p. 179-222.
- Essais américains, suivis de Philosopher à l'épreuve de l'histoire, sous la dir. de Martine Béland, Montréal, Les Presses de Montréal, 2019.

Lire également :
- Michaël Foessel (dir.); Jean-François Kervégan (dir.); Myriam Revault d'Allonnes (dir.); Modernité et sécularisation (recueil de textes de Carl Schmitt, Leo Strauss, Karl Löwith et Hans Blumenberg), CNRS, 2007